# Żabie Stawy Mięguszowieckie

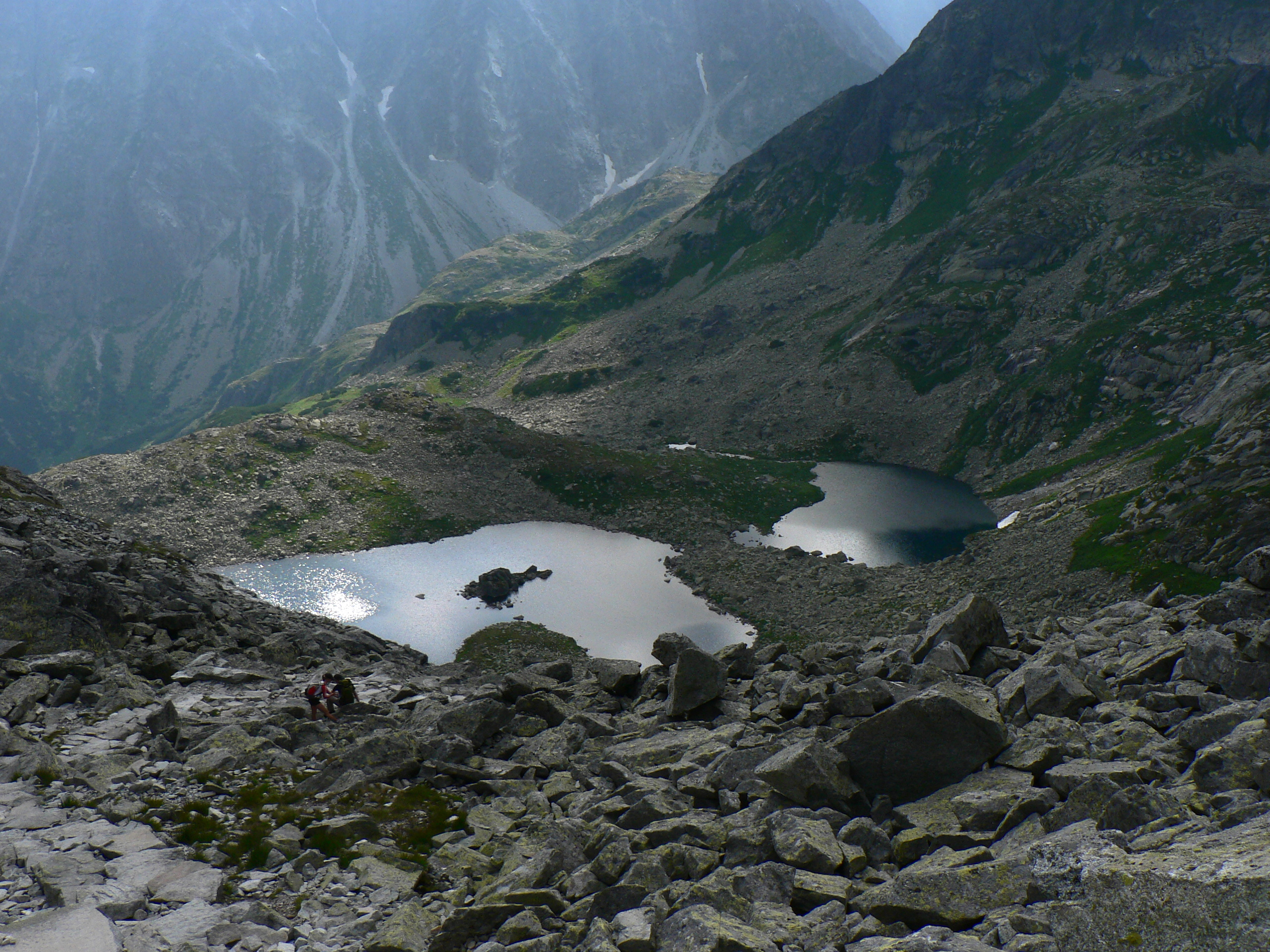
Wielki Żabi Staw Mięguszowiecki i Mały Żabi Staw Mięguszowiecki

Żabie Stawy Mięguszowieckie, Żabie Stawy, Żabie plesa (słow. Žabie plesá Mengusovské, niem. Mengsdorfer Froschseen, węg. Menguszfalvi Békás-tavak) – trzy stawy tatrzańskie położone w Dolinie Żabiej Mięguszowieckiej (Kotlina Žabích plies), w słowackich Tatrach Wysokich. Są to:
- Wielki Żabi Staw Mięguszowiecki (Veľké Žabie pleso Mengusovské) – największy ze stawów, o powierzchni 2,6 ha i głębokości 7 m, znajduje się na wysokości 1921 m n.p.m.,
- Mały Żabi Staw Mięguszowiecki (Malé Žabie pleso Mengusovské) – o powierzchni 1,2 ha i głębokości 13 m, położony na wysokości 1919 m n.p.m.,
- Wyżni Żabi Staw Mięguszowiecki (Vyšné Žabie pleso Mengusovské) – najmniejszy i najwyżej położony, na wysokości 2045 m n.p.m.

Dawniej Wielki i Mały Żabi Staw były połączone. Wał kamieni znajdujący się pomiędzy nimi położony jest jedynie kilkadziesiąt centymetrów ponad ich lustrem.
Nazwa stawów pochodzi od skały wystającej z Wielkiego Żabiego Stawu. Skała ta według niektórych przypomina swoim kształtem żabę i stąd wzięła się nazwa tego stawu, a od niej pozostałych.